# ルーサー・シン
ルーサー・ウェズレイ・シン（Luther Wesley Singh、1997年8月5日 - ）は、南アフリカ共和国・ソウェト出身のサッカー選手。元南アフリカ共和国代表。AELリマソール所属。ポジションはFW、MF。

## クラブ経歴

### スターズ・オブ・アフリカ
11歳の時にスカウトを受けてスターズ・オブ・アフリカに加入。16歳の時にはCRヴァスコ・ダ・ガマ、フルミネンセFCのトレーニングにも参加した。

### GAIS
2015年にスーペルエッタンのGAISと契約し選手となった。選手初年度からウインガーとして起用され、怪我でシーズンを終えるまでの間に8試合2得点を記録した。
2016年はセンターフォワードとしても起用され、5月22日の試合では自身初のハットトリックを達成。7月にはレアル・マドリード・カスティージャやスウォンジー・シティAFCが関心を示したが、GAIS側に契約満了まで手放す意思がなかったため破談した。8月にもデルフィーノ・ペスカーラ1936がオファーを出したが、本人がフリーエージェントになって以降の方がより良いステップアップが出来ると判断し、これを断った。結局このシーズンのスーペルエッタンでは合計28試合9得点を記録した。

### ブラガ
2017年1月21日にSCブラガに加入。リーガプロ所属のSCブラガBに割り振られ、2月15日に移籍後初得点を記録。その後1シーズン半で52試合14得点と活躍した。
2019年1月初めに半年の期限でGDシャヴェスに期限付き移籍。3日に早速移籍後初出場、得点こそなかったものの、マン・オブ・ザ・マッチに選ばれるデビューを見せた。17日には移籍後初得点を記録した。17試合2得点の結果を残したが、クラブは降格した。
2019年8月13日にモレイレンセFCに期限付き移籍。

### コペンハーゲン
2021年8月18日、FCコペンハーゲンに移籍した。
2022年8月24日、GDシャヴェスに期限付き移籍。
2023年にセルビアのFKチュカリチュキに加入すると公式戦16試合に出場して2得点を挙げ、2023年末を以て退団した。退団してから半年間は無所属の状態が続いていたが、2024年6月28日にキプロスのAELリマソールに加入することが発表された。

## 代表歴

### U-20
2016 COSAFA U-20チャンピオンシップでは、グループステージ全試合に出場、レソトU-20代表から得点した。グループステージで全勝し進出した準決勝のアンゴラU-20代表戦ではハットトリックを記録し5-0の勝利を記録した。快調であった南アフリカ共和国U-20代表は決勝でザンビアU-20代表と対決、彼は1アシストを決めたが、2-1で敗北した。この大会では5得点をあげて得点王に輝いた。
アフリカ U-20ネイションズカップ2017では開幕節のカメルーンU-20代表戦でハットトリックを記録した。セネガルU-20代表戦でも得点を決めたが、準決勝でザンビアU-20代表に再び敗北して大会を終えた。彼自身は4得点2アシストの記録を残し、得点王および大会ベストイレブンに選出された。
同年5月には2017 FIFA U-20ワールドカップのメンバーに選出された。

### A代表
アフリカ U-20ネイションズカップ2017での活躍もあり、2018年3月、ギニアビサウ代表、アンゴラ代表戦に臨む南アフリカ共和国代表のメンバーに招集された。前者では出場機会がなかったが、後者の3月28日の試合ではスターティングメンバーに選抜され、A代表初出場。
翌年、スチュワート・バクスター監督率いるCOSAFAキャッスルカップの登録メンバーに入り、2019年の同大会では代表初得点を記録した。

## 家族
いとこのライル・フォスターも南アフリカ共和国代表のサッカー選手。